# Wallstraße 11 (Mönchengladbach)

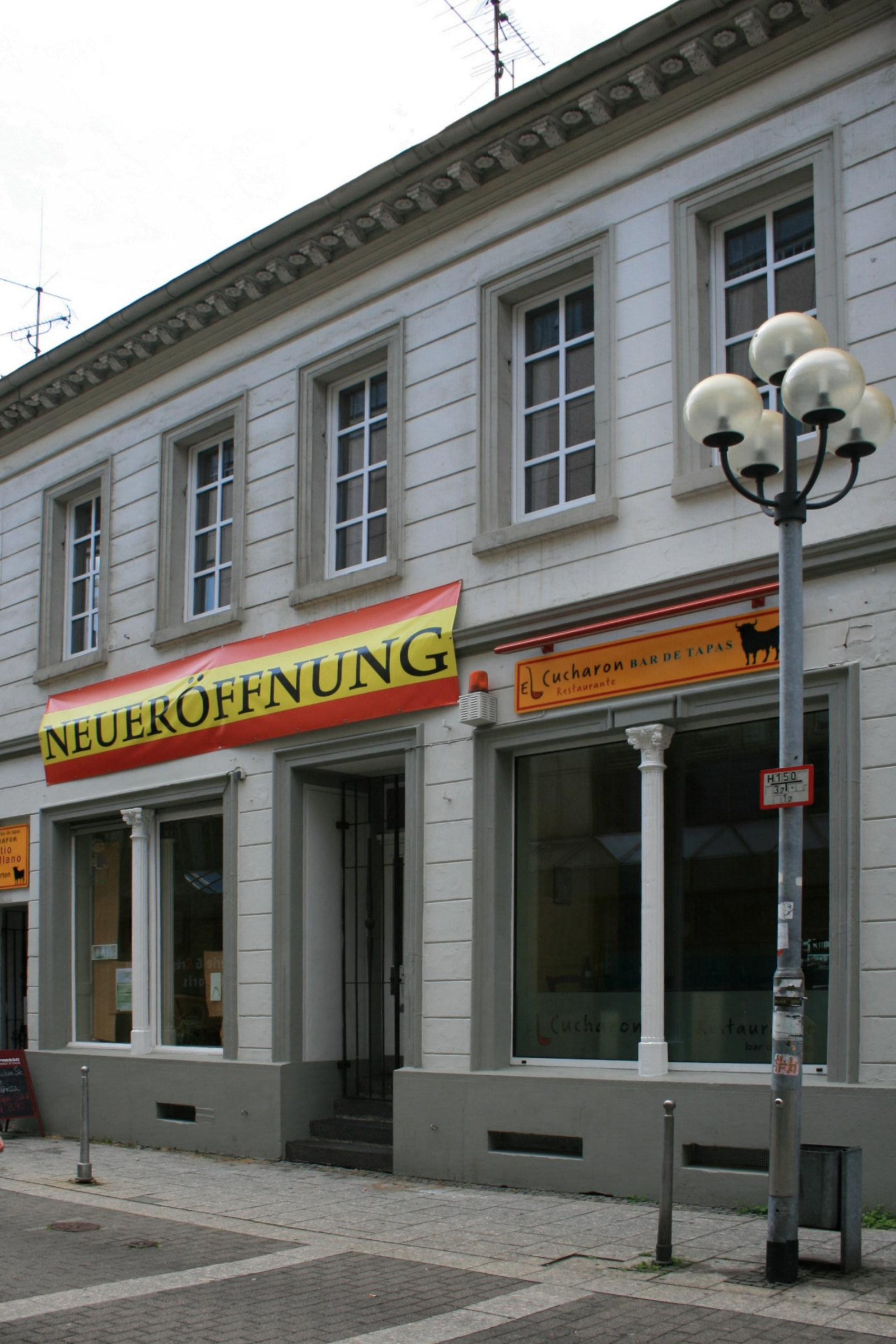
Wohngeschäftshaus (2010)

Das Wohngeschäftshaus Wallstraße 11 steht in Mönchengladbach (Nordrhein-Westfalen) im Stadtteil Gladbach.
Das Gebäude wurde im 19. Jahrhundert erbaut und unter Nr. W 009 am 12. April 1999  in die Denkmalliste der Stadt Mönchengladbach eingetragen.

## Lage
Das Objekt liegt im historischen Stadtkern von Mönchengladbach in der die Hindenburgstraße mit dem Marktstieg verbindenden Wallstraße.

## Architektur
Ein traufständiges, fünfachsiges, zweigeschossiges Backsteingebäude mit frühklassizistischer Putzfassade und mittelaxial gelegenem Hauszugang. Von hier aus Zugang in die seitlich gelegenen, als Geschäftslokal dienenden Erdgeschoss-Räume. 
Die Straßenfront wird geprägt durch einen flach vorspringenden Sockel, den durch Putzlineaturen horizontal gegliederten Fassadenputz und hochrechteckige Fensterformate mit profilierten Fensterrahmungen. In der links des Hauszugangs gelegenen Gebäudehälfte im Erdgeschoss ein nachträglich eingefügtes Schaufenster mit gusseiserner Mittelsäule. Das Erdgeschoss wird vom Obergeschoss durch ein Gurtgesims getrennt. Das auf Konsolen ruhende Traufgesims verdeckt das flache Satteldach. Im Hinterhof stehen Anbauten, die ehemals im Erdgeschoss als Werkstätte und Waschküche sowie im Obergeschoss als Arbeiterwohnung genutzt wurden. Stulpflügelfenster mit Kämpfer aus Holz.
Das Objekt ist aus städtebaulichen, architekturhistorischen und ortshistorischen Gründen als Baudenkmal schützenswert.